# Тони Ловић
Антун "Тони" Ловић (хрв. Antun "Toni" Lović; Славонски Брод, 2. јуна 1967) хрватски је гитариста и музички продуцент. Члан је босанскохерцеговачке рок групе Забрањено пушење. Раније је био члан рок група Хардтајм и Буђење.

## Биографија
Ловић је рођен и одрастао у Славонском Броду, где је завршио основну и средњу школу. Почетком осамдесетих година почео је да се бави музиком и убрзо је постао један од најбољих локалних гитариста. Године 1988. суоснивач је бродског хеви метал групе Саурон. Ловић и његова група Саурон су објавили 1992. године свој први студијски албум Бетер Тумороу (срп. Боље сутра). Касније се преселио у Загреб и придружио тада познатом хевиметалској групи Хардтајм. С њима је издао два албума: Кад полудим..., издан 1996. године, као и Но.3. који је изашао десет година касније. Истовремено ради и као музички продуцент у музичком студију Алена Исламовића. Такође је снимио и два студијска албума с групом Буђење: Липо вриме (2002) и Кости и тило (2005).
Од 2004. године Ловић је члан босанскохерцеговачке рок групе Забрањено пушење. С њима је радио на последњих пет студијских албума: Ходи да ти чико нешто да (2006), Музеј Револуције (2009), Радови на цести (2013) Шок и невјерица (2018) и Karamba! (2022). Такође, као студијски музичар снима гитаре многим познатим извођачима и групама те ради у студију Плави филм у Загребу.
Заједно с чланом Забрањеног пушења Робијем Болдижаром, Ловић је и члан бенда музичко-сценског ансамбла "Медлеј театар". Тај ансамбл изводи адаптирани рок мјузикл Антигона: ПрокКлетство рода, између осталог.

## Дискографија
Хард тајм
- Кад полудим... (1996)
- Но.3. (2006)

Буђење
- Липо вриме (2002)
- Кости и тило (2005)

Забрањено пушење
- Ходи да ти чико нешто да (2006)
- Музеј Револуције (2009)
- Радови на цести (2013)
- Шок и невјерица (2018)
- Karamba! (2022)